# Haliophasma poorei
Haliophasma poorei är en kräftdjursart som beskrevs av Brian Frederick Kensley 1980. Haliophasma poorei ingår i släktet Haliophasma och familjen Anthuridae. Inga underarter finns listade i Catalogue of Life.